# Combustible liquide

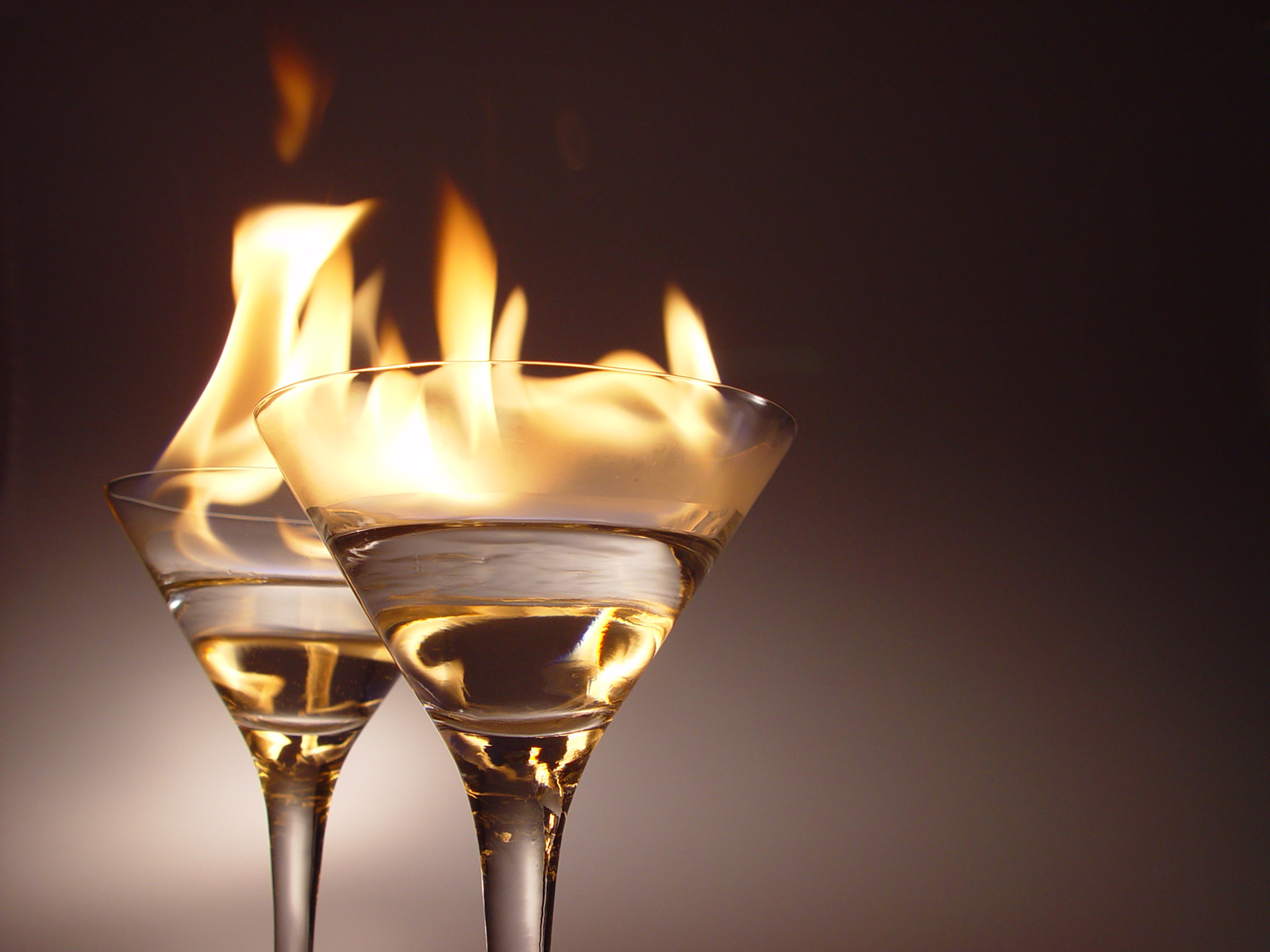
Les cocktails flambés contiennent une petite quantité d'alcool fort qui est enflammé avant consommation.

Un combustible liquide est un composé liquide susceptible de s’unir à un oxydant (presque toujours le dioxygène de l’air) et capable de se consumer.

## Définition de combustible
Dans le langage courant, le terme « combustible » est souvent réservé aux produits utilisés pour le chauffage (bois, charbon, produits pétroliers, etc.). Dans les faits, ce terme s’applique à tout composé susceptible de s’unir à un oxydant (presque toujours le dioxygène de l’air) et capable de se consumer.
Certains produits gazeux ou liquides classés toxiques ou corrosifs peuvent être combustibles (par exemple selon la classification issue du code du travail (France)).

## Combustibles liquides

### Alcools
- Méthanol (MeOH)
- Éthanol (EtOH), bioéthanol, éthanol cellulosique
- Isopropanol (IPA)
- n-butanol (BuOH)

### Esters
- Biodiesel
  - Ester méthylique d'huile végétale (EMHV)
  - Ester éthylique d'huile végétale (EEHV)

### Éthers
- Éther éthylique
- Méthyl tert-butyl éther (MTBE)
- Méthyl tert-amyl éther (TAME)
- Méthyl tert-hexyl éther (THEME)
- Éthyl tert-butyl éther (ETBE)
- Éthyl tert-amyl éther (TAEE)
- Di-isopropyl éther (DIPE)

### Hydrocarbures liquides
- Essences utilisées comme carburant pour les véhicules à moteur
  - Essence F
  - Kérosène
  - RP-1 (kérosène ultra-raffiné)
- Gazole
  - Émulsion eau gazole
- Fioul domestique
- Fioul léger
- Fioul lourd
- Goudrons
- Asphalte
- Brais
- Matières bitumineuses
- Pétrole brut

### Hydrocarbures liquéfiés
- Acétylène
- Butane
- Gaz naturel
- Propane

### Hydrogène liquéfié
- Dihydrogène
- Hydrogène liquide (LH2)
- Hydrogène slush

### Substances chimiques combustibles
- Acide acétique
- Acide formique
- Amines combustibles liquéfiées : hydrazine, hydrate d'hydrazine, monométhylhydrazine (MMH), diméthylhydrazine asymétrique (UDMH)
- Anhydride acétique
- Disulfure de carbone et solutions
- Essence de térébenthine
- Oxyde d'éthylène
- Oxyde de diéthyle et solutions
- Oxyde de propylène

### Ergols
- 1,2-dicyclopropyl-1-méthylcyclopropane (syntin, kérosène de synthèse utilisé par Soyouz-U2)

### Bioliquide
Le bioliquide est un combustible liquide destiné à des usages énergétiques autres que pour le transport, y compris la production d'électricité, le chauffage et le refroidissement, et produit à partir de la biomasse ; le biocarburant étant un combustible liquide ou gazeux utilisé pour le transport et produit à partir de la biomasse, selon la désignation de l'Union européenne.

## Les cas des combustibles nucléaires
Par analogie avec la combustion, on parle de combustibles nucléaires.
- Il a été question dans les années 1950 d'essayer de produire des avions nucléaires ou missiles alimentés par un combustible nucléaire liquide. Les recherches furent abandonnées en raison de leur coût et du poids des protections anti-radiation[3].
- Des projets de réacteurs nucléaires à combustible liquide (sels fondus) sont périodiquement évoqués depuis les années 1950, via une filière thorium notamment. Le thorium est le troisième actinide le plus commun sur la planète, et en théorie permet la régénération, qui semble difficile dans la réalité en raison d'une « contamination rapide du réacteur par des poisons neutroniques. Une autre spécificité est la présence d'uranium 232, responsable d'une forte émission gamma, ce qui complique le cycle du thorium, notamment les phases de fabrication de combustible solide. En revanche, il permet une production d'actinides mineurs réduite, donc des radiotoxicités de déchet à long terme réduites »[4]. Il pourrait remplacer une partie de l'uranium dans les réacteurs nucléaires à eau classique, avec en théorie recyclage in situ du plutonium et de l'uranium 233 (matière fissile du thorium) et ainsi économiser l'uranium. Dans un futur plus lointain, certains imaginent un réacteur à sels fondus de thorium où « le combustible est liquide et sert lui-même de caloporteur. Le concept est surgénérateur avec le cycle thorium »[4].